# Chapelon
Chapelon település Franciaországban, Loiret megyében. Lakosainak száma 250 fő (2022. január 1.). Chapelon Mignerette, Corbeilles, Ladon, Lorcy és Moulon községekkel határos.

## Népesség
A település népességének változása:
| Lakosok száma | 215  | 167  | 221  | 272  | 274  | 268  | 257  | 253  | 252  | 250  |
|               | 1968 | 1982 | 1990 | 2006 | 2013 | 2015 | 2017 | 2019 | 2020 | 2022 |